# Новоолександрівська сільська рада (Сахновщинський район)
Новоолекса́ндрівська сільська́ ра́да — адміністративно-територіальна одиниця та орган місцевого самоврядування в Сахновщинському районі Харківської області. Адміністративний центр — село Новоолександрівка.

## Загальні відомості
Новоолександрівська сільська рада утворена в 1924 році.
- Територія ради: 118,98 км²
- Населення ради: 2 064 особи (станом на 2001 рік)
- Територією ради протікає річка Оріль.

## Населені пункти
Сільській раді підпорядковані населені пункти:
- с. Новоолександрівка
- с. Андріївка
- с. Касянівка
- с. Кузьминівка
- с. Зелений Клин
- с. Надеждине
- с. Нова Балка
- с. Новодмитрівка
- с. Петрівка
- с. Степанівка

## Склад ради
Рада складається з 16 депутатів та голови.
- Голова ради: Котенко Ольга Василівна
- Секретар ради: Поплавська Лідія Олександрівна

### Керівний склад попередніх скликань
| Прізвище, ім'я, по батькові | Основні відомості                                                         | Дата обрання | Дата звільнення |
| --------------------------- | ------------------------------------------------------------------------- | ------------ | --------------- |
| Котенко Ольга Василівна     | Сільський голова, 1964 року народження, освіта вища, член Партії регіонів | 26.03.2006   | 31.10.2010      |
| Котенко Ольга Василівна     | Сільський голова, 1964 року народження, освіта вища, член Партії регіонів | 31.10.2010   |                 |

Примітка: таблиця складена за даними сайту Верховної Ради України

### Депутати
За результатами місцевих виборів 2010 року депутатами ради стали:

#### За суб'єктами висування
| Суб'єкт висування                                       | Кількість обраних депутатів | %    |
| ------------------------------------------------------- | --------------------------- | ---- |
| Партія регіонів                                         | 5                           | 31,3 |
| Самовисування                                           | 5                           | 31,3 |
| Політична партія Всеукраїнське об'єднання «Батьківщина» | 3                           | 18,8 |
| Комуністична партія України                             | 1                           | 6,3  |
| Народна партія                                          | 1                           | 6,3  |
| Політична партія «Сильна Україна»                       | 1                           | 6,3  |

#### За округами
| № округу                                                | Прізвище, ім'я, по батькові       | Дата визнання обраним | Освіта             | Партійна приналежність            | Відомості про обраного депутата                    |
| ------------------------------------------------------- | --------------------------------- | --------------------- | ------------------ | --------------------------------- | -------------------------------------------------- |
| Комуністична партія України                             |                                   |                       |                    |                                   |                                                    |
| 14                                                      | Бондаренко Сергій Володимирович   | 02.11.2010            | вища               | член Комуністичної партії України | Племзавод ім. 20-річчя Жовтня, бригадир            |
| Народна Партія                                          |                                   |                       |                    |                                   |                                                    |
| 6                                                       | Євченко Валентина Миколаївна      | 02.11.2010            | вища               | позапартійна                      | тимчасово не працює                                |
| Партія регіонів                                         |                                   |                       |                    |                                   |                                                    |
| 3                                                       | Нестеренко Олег Борисович         | 02.11.2010            | середня спеціальна | член Партії регіонів              | фермерське господарство «Роса», голова             |
| 4                                                       | Нестеренко Олександр Борисович    | 02.11.2010            | вища               | член Партії регіонів              | Фермерське господарство «Союз», голова             |
| 12                                                      | Дружинець Раїса Василівна         | 02.11.2010            | вища               | позапартійна                      | Новодмитрівська загальноосвітня школа, завуч       |
| 15                                                      | Поплавська Лідія Олександрівна    | 02.11.2010            | середня спеціальна | член Партії регіонів              | Новоолександрівська сільська рада, секретар        |
| 16                                                      | Каракуця Валентина Олексіївна     | 02.11.2010            | середня спеціальна | член Партії регіонів              | Радгосп ім.20-річчя Жовтня, інженер                |
| Політична партія Всеукраїнське об'єднання «Батьківщина» |                                   |                       |                    |                                   |                                                    |
| 1                                                       | Харчова Лідія Володимирівна       | 02.11.2010            | середня            | позапартійна                      | тимчасово не працює                                |
| 5                                                       | Мукомел Владислав Анатолійович    | 02.11.2010            | вища               | позапартійний                     | РЕС, електро-монтер                                |
| 9                                                       | Чорноморець Ольга Миколаївна      | 02.11.2010            | вища               | позапартійна                      | Новоолександрівська загальноосвітня школа, вчитель |
| Політична партія «Сильна Україна»                       |                                   |                       |                    |                                   |                                                    |
| 8                                                       | Рябченко Сергій Володимирович     | 02.11.2010            | середня            | позапартійний                     | ТО АД ім. Горького, тваринник                      |
| Самовисування                                           |                                   |                       |                    |                                   |                                                    |
| 2                                                       | Підгорний Володимир Володимирович | 02.11.2010            | вища               | позапартійний                     | Новоолександрівська сільська рада, землевпоряд-ник |
| 7                                                       | Олендаренко Наталія Іванівна      | 02.11.2010            | середня спеціальна | позапартійна                      | Новоолександрівський ФП, фельдшер                  |
| 10                                                      | Підгорна Людмила Вікторівна       | 02.11.2010            | вища               | позапартійна                      | Сахновщинська насіннєва станція, начальник         |
| 11                                                      | Сіренко Олексій Миколайович       | 02.11.2010            | середня спеціальна | позапартійний                     | підприємець                                        |
| 13                                                      | Гунько Юрій Володимирович         | 02.11.2010            | середня            | член Народної партії              | Новоолександрівська сільська рада, оператор ПК     |